# Nguyễn Đình Thuần
Nguyễn Đình Thuần (5 tháng 6 năm 1923 – 3 tháng 6 năm 2013) là chính khách Việt Nam thời Đệ Nhất Cộng hòa.
Khởi đầu ông làm ký giả viết báo chung với Trần Trung Dung từ ngày họ còn ở Hà Nội. Đến năm 1955, Tổng thống Ngô Đình Diệm bổ nhiệm Trần Trung Dung lên làm Bộ trưởng Phụ tá Quốc phòng thì ông cũng được cất nhắc giữ chức Đổng lý Văn phòng dưới trướng ông Dung. Ngày 18 tháng 10 năm 1960, Trần Trung Dung từ chức Bộ trưởng Phụ tá Quốc phòng và ông được cử thay thế người tiền nhiệm.
Ngày 28 tháng 5 năm 1961, Tổng thống Diệm cải tổ chính phủ. Chức vụ Bộ trưởng Quốc phòng do đích thân Tổng thống nắm giữ. Bên cạnh chức Bộ trưởng Phụ tá Quốc phòng, ông còn kiêm nhiệm Bộ trưởng Phủ Tổng thống thay thế luật sư Nguyễn Hữu Châu vừa rời bỏ chức vụ này, rồi tạm giữ chức Bộ trưởng Đặc nhiệm Phối hợp An ninh cho đến ngày 1 tháng 11 năm 1963.
Sau khi ông Diệm bị lật đổ và bị giết trong cuộc đảo chính năm 1963, Nguyễn Đình Thuần là một trong hai vị bộ trưởng đã sớm ra trình diện Hội đồng Quân nhân Cách mạng nên được thả cho về nhà sinh sống bình thường, ít lâu sau ông bỏ sang Pháp đoàn tụ với người thân.
Ông qua đời năm 2013 tại Boulogne-Billancourt, Hauts-de-Seine, Pháp và được chôn cất tại Nghĩa trang Père-Lachaise.